# The Wild Magnolias (álbum)
The Wild Magnolias es el primer álbum de estudio de la tribu indígena de Mardi Gras del mismo nombre. Fue lanzado en julio de 1974 por el sello discográfico Polydor Records. 

## Lanzamiento
The Wild Magnolias fue publicado en julio de 1974 por Polydor Records y se convirtió en el primer álbum de estudio de Wild Magnolias. Se publicó como un LP de vinilo y contenía tres canciones en cada lado del disco. The Wild Magnolias no se posicionó en las listas musicales de Billboard, particularmente la lista Soul LPs.

## Recepción de la crítica
Un escritor no especificado de Record World declaró: “Deliciosas delicias de jazz animan los ritmos de Nueva Orleans mientras disfrutas de los sonidos del debut, dulcemente perfumados con un toque de soul. También se ofrecen tempos africanos, con la banda india mostrando una experiencia particular en el súper funky «Smoke My Peace Pipe (Smoke It Right)», el blues «Corey Died on the Battlefield» y «Saints»”.

## Legado
Desde entonces, muchos críticos han considerado a The Wild Magnolias como uno de los mejores álbumes de New Orleans funk de todos los tiempos. The Wild Magnolias también marcó el primer lanzamiento de una tribu indígena local con un sello discográfico importante. En Christgau's Record Guide: Rock Albums of the Seventies (1981), Robert Christgau escribió: “Aquí hay música de Mardi Gras un poco más fuerte y con más ritmo de lo que esperábamos... De hecho, es la fiesta grabada más bulliciosa que conozco, dos caras de diversión bailable que se desgasta solo un poco a medida que se desliza hacia «Saints». Esto no es solo lo que siempre quise que sonaran los chicos polirrítmicos en el escenario y los bancos de Tompkins Square Park, también es lo que siempre quise que sonaran Osibisa y the Ohio Players y tal vez incluso the Meters”. Thom Jurek, crítico de AllMusic, lo llamó “una excelente introducción para cualquier persona interesada en la música de la Gran Manzana”.

## Lista de canciones
| Lado uno |                                        |                                          |          |  |
| N.º      | Título                                 | Escritor(es)                             | Duración |  |
| 1.       | «Handa Wanda»                          | Bo Dollis                                | 4:42     |  |
| 2.       | «Smoke My Peace Pipe (Smoke It Right)» | Willie Tee                               | 6:31     |  |
| 3.       | «Two Way Pak E Way»                    | tradicional, arr. por The Wild Magnolias | 7:51     |  |

| Lado dos |                                   |                                          |          |  |
| N.º      | Título                            | Escritor(es)                             | Duración |  |
| 1.       | «Corey Died on the Battlefield»   | Tee                                      | 4:49     |  |
| 2.       | «(Somebody Got) Soul, Soul, Soul» | The Wild Magnolias                       | 6:12     |  |
| 3.       | «Saint»                           | tradicional, arr. por The Wild Magnolias | 8:48     |  |

### Relanzamiento de 1993
En 1993 se lanzó una edición ampliada de Wild Magnolias. Esta nueva edición incluía cinco pistas adicionales. La canción de cierre, «Iko Iko», cuenta el encuentro entre dos tribus de Mardi Gras mientras desfilan.
| Bonus tracks |                                                            |                                          |          |  |
| N.º          | Título                                                     | Escritor(es)                             | Duración |  |
| 7.           | «Meet the Boys on the Battlefront» (previously unreleased) | tradicional, arr. por The Wild Magnolias | 2:23     |  |
| 8.           | «Ho Na Nae» (previously unreleased in the U.S.)            | tradicional, arr. por The Wild Magnolias | 5:01     |  |
| 9.           | «Golden Crown» (previously unreleased)                     | tradicional, arr. por The Wild Magnolias | 6:18     |  |
| 10.          | «Shoo Fly» (previously unreleased)                         | tradicional, arr. por The Wild Magnolias | 8:49     |  |
| 11.          | «Iko Iko» (Non-album B-Side)                               | tradicional, arr. por The Wild Magnolias | 3:18     |  |

## Créditos y personal
Créditos adaptados desde las notas de álbum de The Wild Magnolias.
The Wild Magnolias
- “Bo” Dollis – voz principal y coros, pandereta
- “Monk” Boudreaux – conga, coros
- “Gator June” Johnson, Jr. – pandereta, coros
- “Crip” Adams – cencerro
- “Quarter Moon” Tobias – pandereta, coros, silbato
- “Gate” Johnson – pandereta, coros
- “Bubba” Scott – pandereta, triángulo, coros
- James Smothers – conga, bongó, coros

The New Orleans Project
- Willie Tee – teclados, percusión, coros
- Earl Turbinton, Jr. – clarinete alto, saxofón alto y soprano
- Julius Farmer – bajo eléctrico
- Snooks Eaglin – guitarra
- Larry Panna – batería
- Alfred “Uganda” Roberts – conga